# Јустус фон Либиг
Јустус фон Либиг (Дармштат, 12. мај 1803 — Минхен, 18. април 1873) био је немачки хемичар. Фон Либиг је дао велики допринос пољопривредној и биолошкој хемији, и сматра се једним од главних оснивача органске хемије. Као професор на Универзитету у Гисену, осмислио је савремену лабораторијски оријентисану наставну методу и због такве иновације важи за једног од највећих наставника хемије свих времена. Познат је као „отац индустрије вештачких ђубрива“ због открића да је азот кључан за раст биљака. Његово највеће откриће је изум азотних вештачких ђубрива. Његова формулација закона минимума, који описује како се раст биљака ослања на најслабији извор хранљивих материја, а не на укупну количину расположивих ресурса. Он је такође развио производни процес за говеђе екстракте, и уз његову сагласност основана је компанија под називом Либигов компанија месних екстракта да би искористио концепт; касније је увео коцку говеђег бујона бренда Оксо. Он је популаризовао ранији изум за кондензацију пара, који је постао познат као Либигов кондензатор.

## Биографија
Био је искључен из гимназије, јер је у школи детонирао експлозив, који је сам направио од хемикалија. Постао је шегрт код апотекара. На Универзитету у Бону студирао је код Карла Вилхелма Готлоба Кастнера. Заједно са Кастнером је отишао у Ерланген, где је докторирао 1822. Добио је државну стипендију да студира у Паризу. Александар фон Хумболт је својим утицајем омогућио да ради у приватној лабораторији Жозефа Геј-Лисака. Постао је 1824. професор на Универзитету у Гисену. Племство је добио 1845. и од тада носи фон испред презимена, а 1860. председник академије наука. Предавао је на Универзитету у Минхену од 1852. до 1873. Основао је 1832. водећи немачки часопис за хемију 'Annalen der Chemie'.
Као професор осмислио је модерне методе учења оријентисане на лабораторијски рад, а за такве иновације сматра се једним од највећих учитеља хемије свих времена.

## Истраживање и развој
Унапредио је органску анализу. Он је открио да се биљке хране на азотним једињењима, угљен-диоксиду из ваздуха и минералима из тла. Његово највеће откриће је изум азотног вештачког ђубрива. Формулисао је и закон минимума, по коме је развој биљке ограничен једним битним минералом, кога највише недостаје. Тај закон је нашао примену у при кориштењу вештачких ђубрива у модерној пољопривреди.
Био је један од првих хемичара, који су организовали лабораторије онако какве их знамо данас. Уређај за кондензацију водене паре се по њему назива Либигов кондензатор, иако је био познат и пре њега. Осмислио је 1835. процес силверизације, тј. процес наношења танког слоја сребра на стакло и тиме је унапредио прављење огледала.

### Трансформисање образовања из хемије
Либиг и неколико сарадника предложили су да се у оквиру универзитета створи институт за фармацију и производњу.‍:42 Сенат је, међутим, бескомпромисно одбио њихову идеју, наводећи да се обука „апотекара, произвођача сапуна, пивара, фарбара и дестилатора сирћета“ није био задатак универзитета.‍:43 Од 17. децембра 1825. године, они су донели одлуку да свака таква институција мора да буде приватни подухват. Ова одлука је заправо ишла у корист Либига. Као самосталан подухват, могао је да игнорише универзитетска правила и да прихвати матуриране и нематуриране студенте.‍:42–43 Либигов институт је био нашироко оглашаван у фармацеутским часописима и отворен 1826. године.‍:44–45 Његова настава практичне хемије и лабораторијских поступака за хемијску анализу предавала су поред Либигових формалних курсева на универзитету.
Од 1825. до 1835. лабораторија је била смештена у стражарници напуштене касарне на ободу града. Главни лабораторијски простор био је величине око 38 m2 (410 sq ft) и обухватао је малу салу за предавања, оставу и главну просторију са пећницама и радним столовима. Отворена колонада споља могла је да се користи за опасне реакције. Либиг је могао да ради тамо са осам или девет ученика истовремено. Он је живео у скученом стану на спрату изнад са женом и децом.‍:47
Либиг је био један од првих хемичара који је организовао лабораторију у њеном садашњем облику, ангажујући се са студентима у емпиријским истраживањима у великим размерама кроз комбинацију истраживања и наставе. Његове методе органске анализе омогућиле су му да руководи аналитичким радом многих дипломираних студената. Либигови ученици били су из многих немачких држава, као и из Британије и Сједињених Држава, и они су помогли у стварању међународне репутације за свог настојника. Његова лабораторија постала је позната као узорна институција за наставу практичне хемије.‍:47 Такође је била значајна по свом нагласку на примени открића у фундаменталним истраживањима на развој специфичних хемијских процеса и производа.
Године 1833, Либиг је успео да убеди канцелара Јастина фон Линда да укључи институт у састав универзитета.‍:47 Године 1839, добио је владина средства за изградњу сале за предавања и две одвојене лабораторије, које је пројектовао архитекта Пол Хофман. Нова хемијска лабораторија имала је иновативне димне ормаре са стакленим фронтовима и вентилационе димњаке.‍:58 До 1852. године, када је отишао из Гисена у Минхен, више од 700 студената хемије и фармације је студирало код Либига.‍:57